# Régent
Ne doit pas être confondu avec Régent (Provinces-Unies).
Un régent ou une régente est une personne titulaire d'une régence.
Dans son sens premier, c'est la personne qui exerce la charge de souverain d'un État quand le titulaire est trop jeune, incapable de remplir sa charge, en voyage lointain, ou en attendant qu'il soit désigné. Dans une monarchie héréditaire, c'est généralement un membre de la famille royale, impériale, princière ou ducale.
Dans un sens vieilli, le « régent », désigne un professeur dans les collèges de l'Ancien Régime.

## Acteurs politiques

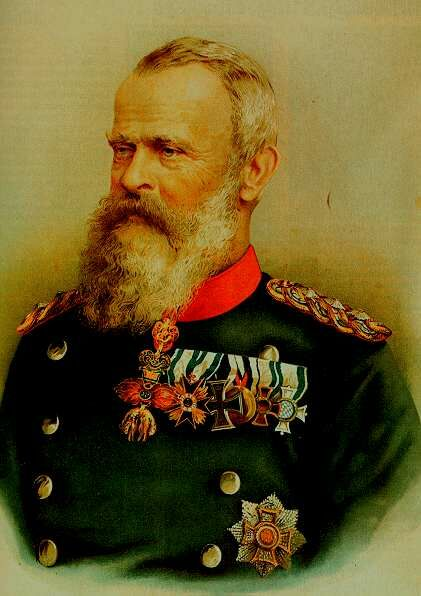
Léopold de Wittelsbach, prince-régent de Bavière de 1886 à 1912

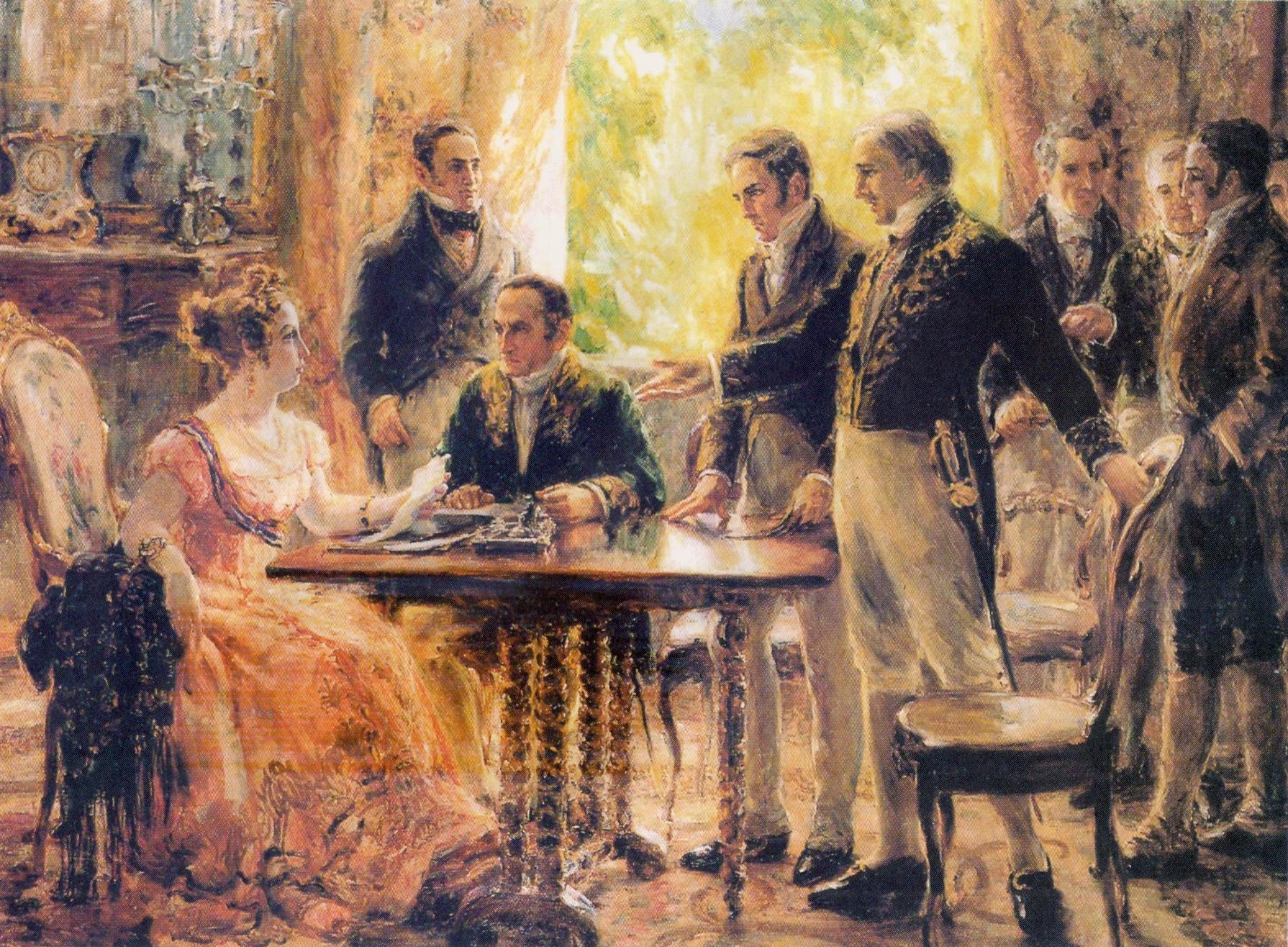
Marie-Léopoldine d'Autriche, régente du Brésil en 1822

- Philippe d'Orléans gouverna le royaume de France de 1715 à 1723 pendant la minorité de son arrière-petit-neveu Louis XV. Les expressions la Régence, le Régent renvoient en français respectivement à cette période et ce prince, et portent de ce fait la majuscule. D'autres personnages à d'autres époques ont aussi assumé le rôle de régent, par exemple le futur Charles V le Sage, alors dauphin, après la capture de son père Jean II le Bon par les Anglais (1356 – 1360), ou la reine Anne d'Autriche, veuve en 1643 de Louis XIII, pendant la minorité de Louis XIV.

- George, prince de Galles, futur George IV, gouverne le Royaume-Uni de Grande-Bretagne et d'Irlande pendant la démence de son père George III, de 1811 à 1820 (The Regency).
- En Pologne, jusqu'en 1764, le roi était élu par l'aristocratie. Pendant les interrègnes, l'archevêque primat de Pologne exerçait la charge de régent.
- Miklós Horthy est chef de l'État hongrois de 1920 à 1944 avec le titre de régent, nommé par l'assemblée nationale en l'absence d'un titulaire acceptable du trône de Hongrie.
- Charles de Belgique est régent du royaume de Belgique de la Libération (20 septembre 1944) au retour du roi Léopold III (20 juillet 1950).
- Les régents du Tibet sont les régents qui, depuis le 5e dalaï-lama en 1640 jusqu'à 1951, ont dirigé (avec quelques coupures) le gouvernement du Tibet.

Par extension, on appelle « régent » la personne qui incarne la souveraineté dans un pays ou un territoire :
- en Islande avant 1944, le roi de Danemark était représenté par un régent ;
- deux capitaines-régents (Capitani Reggenti) sont chefs d'État de la république de Saint-Marin depuis 1243 ;
- les régents formaient la classe dirigeante de la république oligarchique des Provinces-Unies ;
- à l'époque des Indes néerlandaises, un régent était un fonctionnaire indigène chargé de l'administration de la population indigène au sein d'une subdivision de la gewest (région). Le nom javanais de ces préfets était bupati. Ce dernier mot a été conservé par l'Indonésie indépendante pour désigner les préfets chargés d'un kabupaten ou département, subdivision de la province.

En descendant l'échelle des responsabilités, les « régents » sont les membres de conseils politiques :
- le chef d'une congrégation de la curie romaine ;
- un membre de l'aristocratie urbaine des Provinces-Unies.

## Autorité civile

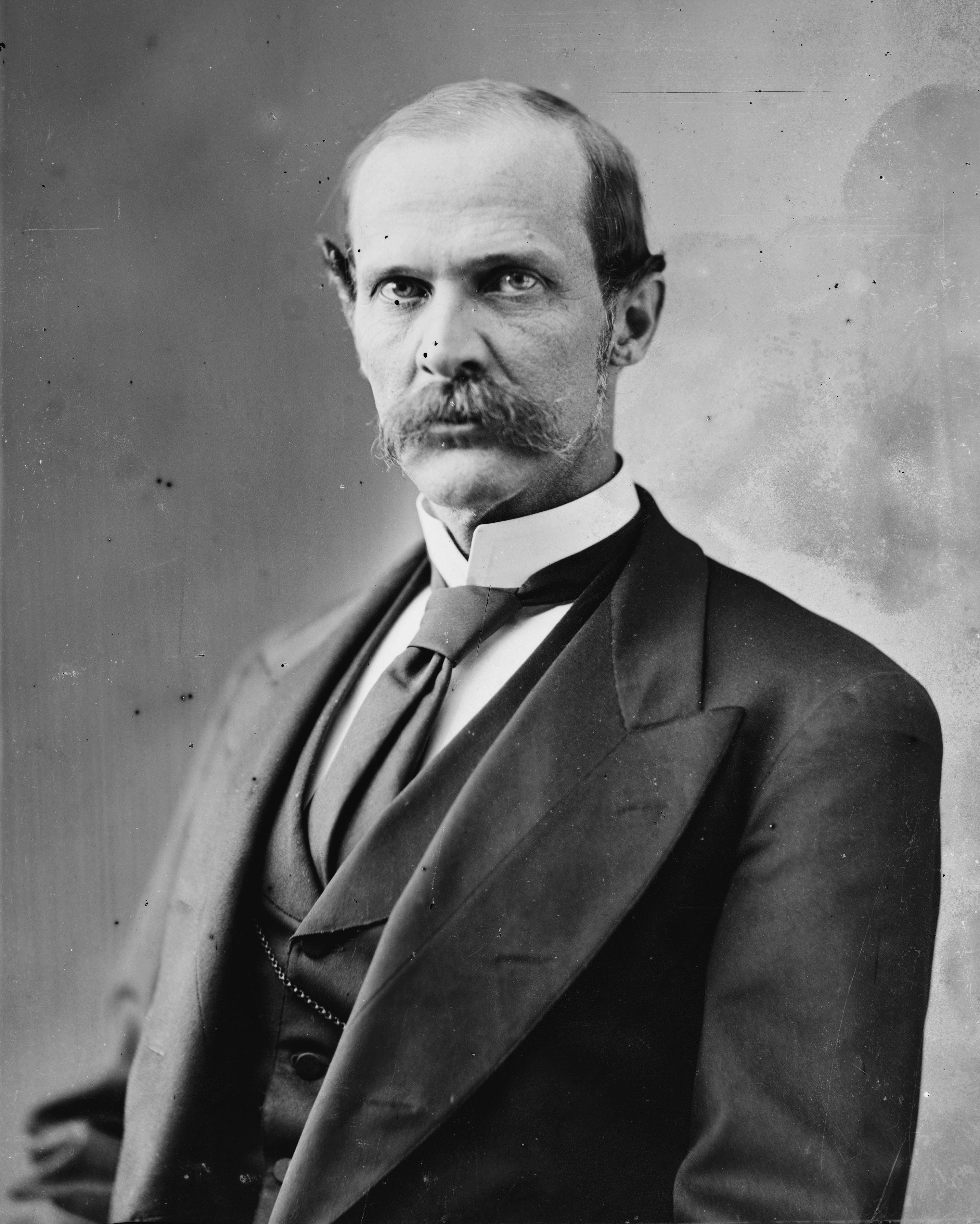
Randall Lee Gibson (1832-1892), sénateur des États-Unis, régent de la Smithsonian Institution

Dans son sens premier le mot « régent » désigne traditionnellement toute personne exerçant une charge de direction et c'est dans ce sens-là que certaines institutions appellent régents leurs dirigeants ou membres de leur conseil directeur :
- le recteur (ancien titre français) d'une université est parfois appelé regent aux États-Unis ;
- un Board of Regents supervise l'enseignement dans certains États des États-Unis ;
- le Conseil des régents de la Banque de France ;
- le Conseil des régents d'institutions de bienfaisance ;
- un membre du Collège de 'Pataphysique : le Régent du Collège de 'Pataphysique ;
- Régent (Provinces-Unies).

## Autorité religieuse
« Régent » était aussi un titre dans la hiérarchie de l'Église, au moins l'Église protestante, avant la révocation de l'édit de Nantes au XVIIe siècle.

## Charge d'enseignement
« Régent » était le titre d'un instituteur ou d'un professeur de premier cycle de l'enseignement secondaire en France, en Belgique et en Suisse, généralement non issu de l'université mais formé dans une école normale.

### Belgique
En Belgique, un régent est le titulaire d'un diplôme de régendat, qui donne le droit d'enseigner.

### France
Sous l'Ancien Régime, les « régents » sont les professeurs qui enseignent  dans un collège. Ils sont choisis par le chef d'établissement, le « principal », qui exerce sur eux son autorité et éventuellement les destitue.
En France, le décret du 17 mars 1808 relatif à l'Université impériale retient le nom de « principal » pour les personnes dirigeant un lycée ; le principal était assisté par un « régent », responsable de la discipline, de l'organisation des études et des relations avec les parents au sein de l'établissement scolaire. Ce terme de « régent » étant apparu abscons et démodé, il a été remplacé en 1945 par le terme de « censeur », déjà en usage pour les lycées. On parle aujourd'hui de « proviseur adjoint ».

### Suisse
Le « régent » était le nom donné à l'instituteur en Suisse romande, dans les cantons de Vaud, du Valais et de Fribourg.

## Patronyme
Régent est un nom de famille assez répandu en France (premier décile de fréquence), sans concentration géographique très marquée.
- Benoît Régent (1953-1994), acteur français ;
- Emmanuel Régent (1973-), artiste peintre et plasticien français ;
- Frédéric Régent (1969-), historien français ;
- Jean-Joseph Régent (1924-2009), industriel nantais.

## Géographie
- Regent (Dakota du Nord), aux États-Unis.
- Le pont du Prince Régent, sur l'Isar à Munich.

## Marques et autres

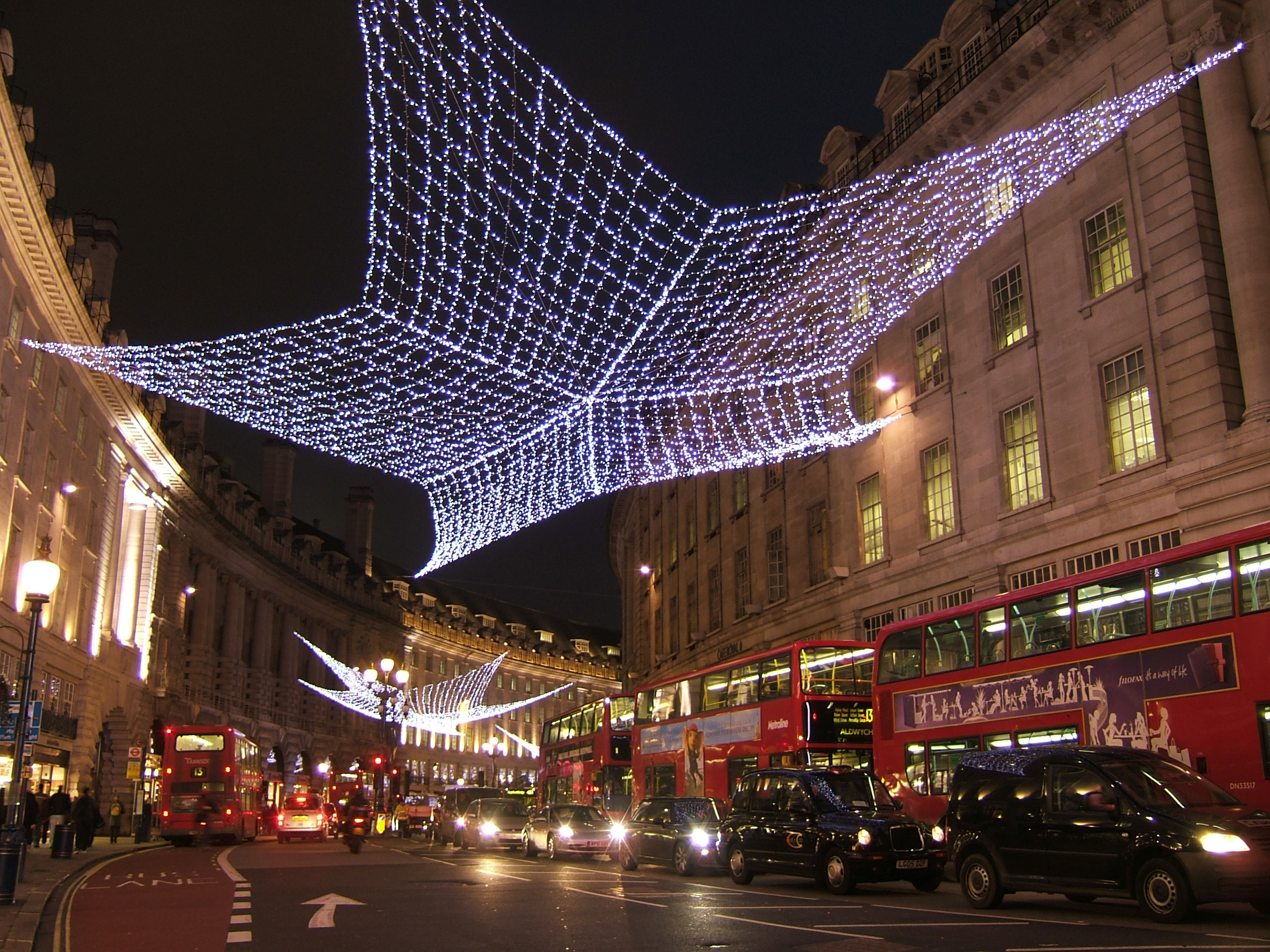
Londres, Regent Street, 2008, illuminations de Noël

Le prestige du mot « régent » et le souvenir des brillantes époques de La Régence (France) et The Regency (Grande-Bretagne) sont mis au service de lieux et de marques :
- le Régent est un des diamants de la Couronne de France, acquis en 1717 par Philippe d'Orléans (1674-1723), alors régent de France ;
- Regent Street est une rue commerçante dans le West End de Londres, ouverte en 1825, dont le nom rappelle le régent de Grande-Bretagne (1811-1820), futur George IV ;
- Regent's Park (officiellement The Regent's Park) est l'un des parcs royaux de Londres ;
- le Regent est un cépage de vigne, obtenu en 1967 ;
- le Régent TS est un insecticide commercialisé par la société BASF pour le traitement des semences de maïs ;
- l'Opel Regent est une automobile luxueuse produite par Adam Opel KG en 1928 et 1929 ;
- le Robin Régent est un avion de tourisme construit par la firme APEX Aviation.
- Bistro Régent, chaîne de restaurants en France depuis 2010.